# Graankafje

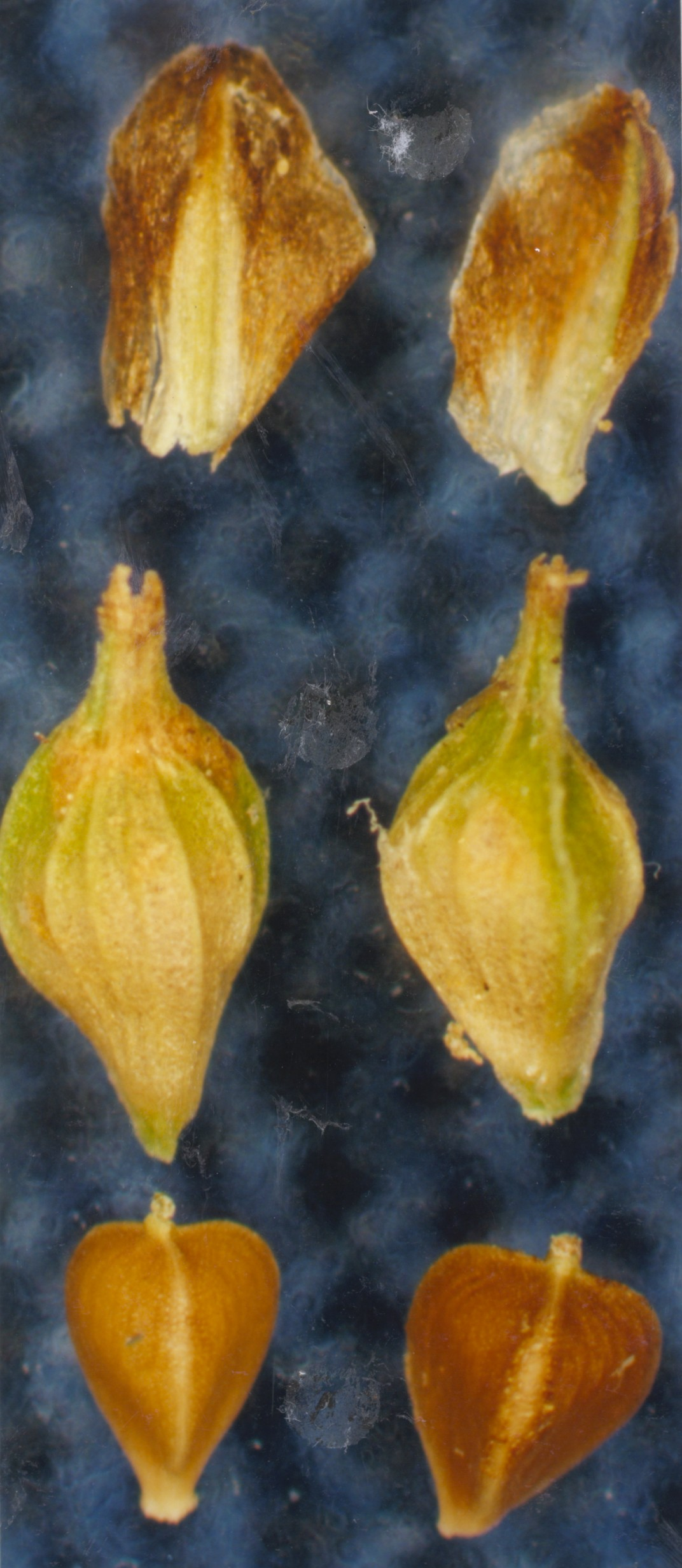
Dwergzegge, kafjes, urntjes en nootjes

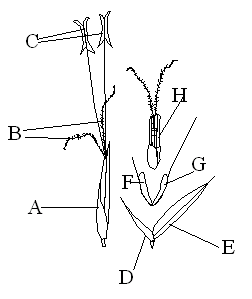
Grasaartje
A="volledig" aartje met een bloeiende bloem, B = stamper, C = helmhokjes,
D= onderste kelkkafje,
E = bovenste kelkkafje,
F= bovenste kroonkafje (palea) al dan niet met korte naald, G = onderste kroonkafje (lemma) met grotere naald, H = stamper en overige bloemdelen in niet-uiteengevouwen staat

Kafjes zijn de kelk- en kroonkafjes van de bloemen van grassen. Deze liggen bij rijpe vruchten om de graankorrel. Ook bij de zeggen komen kafjes voor.

## Kaf
'Kaf' is de verzamelterm voor de kafjes, zowel in samenhang met de graankorrels, als daarvan gescheiden.
Vroeger werd met een dorsvlegel het graan gedorst, dat wil zeggen: de korrels werden uit de aren losgeslagen. Bij tarwe en rogge kwamen ook de kafjes vrij. Met een wan, een platte mand, of een wanmolen werd dit graan omhoog geworpen, om het kaf van het koren te scheiden: Het kaf werd door de wind weggeblazen. Tegenwoordig wordt het graan geoogst met een maaidorser.
Bij gerst en rijst zijn de kafjes echter vergroeid met de graankorrel. Deze graankorrels moeten na het dorsen gepeld worden.

## Blies
Een blies is het kafje van de gerstkorrel. De gerst werd in een pelmolen gepeld, om het kaf van het zaad te scheiden. Het resultaat is gort.
Het is bij het schroten belangrijk dat het kaf heel blijft. Uit het kaf komt namelijk als het fijn vermalen is veel tannine vrij, dat het bier een wrange, bittere smaak geeft. Verder is het kaf ook van belang tijdens het filteren van het wort, zodat het maischen in een helder wort resulteert. Het zetmeel moet wel zo fijn mogelijk verdeeld worden, want dan lost het beter op. Mout wordt daarom niet fijn gemalen, maar heel grof gemalen of met speciale walsmolens (schrootmolens) platgewalst. Dat proces noemt men schroten.